# 하야시 다다스
하야시 다다스(일본어: 林董, 1850년 4월 11일(가에이 3년 음력 2월 29일) ~ 1913년(다이쇼 2년) 7월 20일)는 에도 막부의 막신이었으며, 메이지 시대의 외교관이자 정치가이다. 초대 육군군의총감을 역임하였고, 작위는 백작. 하야시 집안의 양자로 입적되기 전의 이름은 사토 도사부로(佐藤 東三郎)이다.

## 생애
1850년 가에이 3년, 시모사국 사쿠라번 (현재 지바현 사쿠라시)의 난방의(네덜란드식 의술) 사토 다이넨·다키 부부의 막내로 태어났다. 1862년 분큐 2년, 누나의 남편으로 에도 막부 어의 하야시 도카이의 양자가 되어 하야시 도사부로(林董三郎)로 개명하고, 부모와 요코하마로 이주하여 선교사 제임스 커티스 헵번 학원(헵번 학원은 이후 메이지 학원 대학)에서 영어를 배웠다.
1866년 게이오 2년, 막부의 유학생으로 가와지 간도(川路太郎), 나카무라 마사나오(中村正直) 들과 대영제국으로 건너 가 유니버시티 칼리지 런던, 킹스 칼리지 런던에서 공부를 했었고, 1868년 메이지 원년 6월에 귀국하여, 막부 멸망 후 족벌인 에노모토 다케아키가 이끄는 탈주 함대에 투신하여, 하코다테 전쟁 때는 사토 아즈마사부로라고 자칭했다. 이듬해 1869년 패전 이후 체포되어 1870년에 석방되었다. 형 마츠모토 료주의 소개로 무쓰 무네미쓰를 알게되었고, 이듬해 1871년 무쓰의 가나가와 현 지사 부임에 따라 요코하마로 돌아 와 현청에 출사했다. 이어 외무성에 전근하여, 이와쿠라 사절단에 참가하여 다시 외유를 떠났다.
여행 중에 공부성의 이토 히로부미와 만나 그의 의뢰로 해외 공학의 조사와 헨리 다이어 을 비롯한 외국인 교사를 뽑아 1873년 5월에 귀국했다. 공부경으로 승진한 이토 히로부미 아래에서 공부대학교를 설립했다. 이후 공부성으로 옮겨 공부성 권대 서기관으로 승진하였고, 1882년에 궁내성 장관도 겸임하였다. 같은 해 아리스가와 다루히토 친왕의 러시아 황제 알렉산드르 3세 대관식 참석에 동행하여 이듬해 1883년에 귀국하였다. 1885년, 이토에 의한 내각제가 탄생에 대해 공부성이 폐지되면서 대신 신설된 체신성에 대서기관으로 취임하여, 역체국장, 내신국장을 역임하였다. 1888년에 가가와현 지사, 1890년에 효고현 지사를 역임했다.
1891년, 외무차관으로 임명되면서 외무성으로 돌아가 제1차 마쓰카타 내각의 외무대신으로 구면 에노모토 다케아키, 그리고 제2차 이토 히로부미 내각의 외무대신 무쓰 무네미쓰의 외교를 지원했다. 1895년에 청일전쟁의 처리와 삼국간섭의 대응에 쫓겨 5월 청나라에 특명 전권공사 로 부임하였고, 10월 청일전쟁의 공적으로 남작의 작위를 받는다.
1897년에 제2차 마쓰카타 내각 아래 주러 공사에 임명되어 러시아(스웨덴 · 노르웨이 특명 전권 공사도 겸임)에 부임했다. 1899년, 네덜란드의 헤이그에서 열린 만국평화회의에 위원으로 참석하였고, 이듬해 1900년에 주영 공사로 임명받아 영국으로 이주했다.
1901년, 독일 대리 대사에서 일본, 독일, 영국 삼국 동맹 제안을 했으며, 이를 계기로 영국과 일본 사이에 협상이 시작되었다. 다다스는 본국의 지시로 영국 외무 장관인 제5대 랜즈다운 후작 헨리 페티피츠모리스와 협상을 거듭하여 1902년 1월 30일, 런던에서 제1차 영일 동맹을 체결했다. 이 공적으로 2월에 자작으로 승작되었다.
1903년 5월, 영국의 엠파이어 롯지 2108번지에서 프리메이슨에 가입했다. 이듬해 1904년에는 이 롯지 마스터에 취임하여, 일본인 최초의 로지 마스터가 된다.
러일 전쟁 직후인 1905년 12월 2일 런던의 재영 일본 공사관이 승격하면서 대사관이 되었다. 그에 따라 다다스는 초대 주영 대사로 임명되었고, 일본의 외교관으로서는 최초로 특명 전권 대사가 되었다. 그 해에 제2차 영일 동맹을 체결하였고, 1906년에 일본으로 돌아가 사이온지 긴모치 총리 밑에서 제1차 사이온지 내각의 외무대신으로 입각했다. 1907년에 일불협약, 러일협약, 한일신협약을 연달아 체결한 공적으로 백작에 봉해졌다. 1908년의 내각사퇴로 외무대신을 사직하였다. 1909년부터 다음 해 1910년까지 구술하여 적은 《후일담기록》(後は昔の記)을 제작, 간행했다.
1911년에 사이온지가 다시 정권을 수립하려고 체신장관으로서 제2차 사이온지 내각에 얻어, 한때 외교 장관도 임시 형태로 겸직했지만, 1912년에 내각 총사퇴로 은퇴했다. 1913년 7월 20일, 뇌일혈로 하야마에서 향년 63세로 사망했다. 묘소는 도쿄도 미나토구 아오야마 영원과 가나가와현 오이소마치의 묘다이지(妙大寺)에 있다.

## 영전
- 1887년 11월 25일 - 훈4등 욱일소수장[3]
- 1891년 10월 29일 - 하와이 왕국 왕관 제1등 훈장[4]
- 1907년 9월 14일 - 백작[5]

## 같이 보기
- 반류마루